# Rhagium pseudojaponicum
Rhagium pseudojaponicum är en skalbaggsart som beskrevs av Cenek Podany 1964. Rhagium pseudojaponicum ingår i släktet Rhagium och familjen långhorningar. Inga underarter finns listade i Catalogue of Life.